# Pilot
För andra betydelser, se Pilot (olika betydelser).

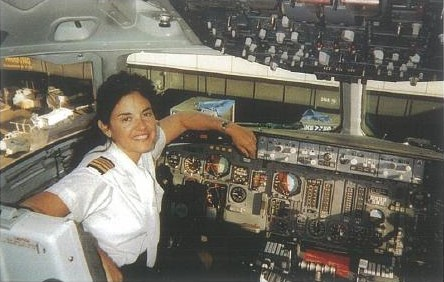
En trafikflygare.

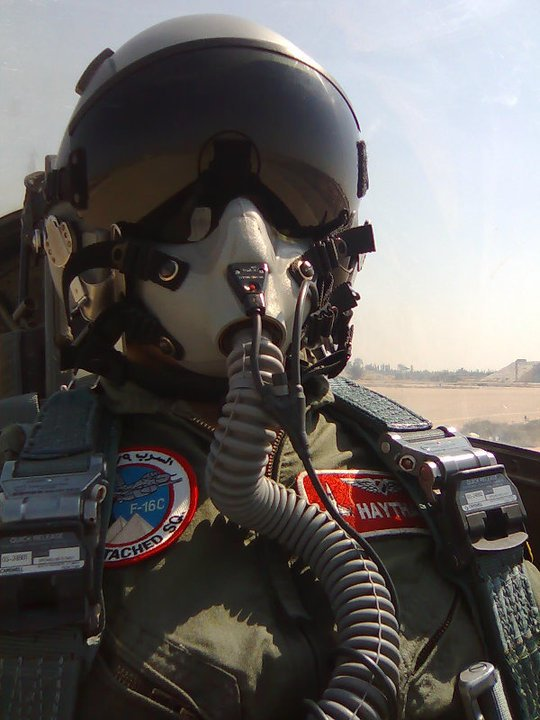
En stridsflygare.

Adriana Bisi Fabbri, "Pilot", 1912

En flygförare eller pilot är en förare av luftfartyg, en flygare. Uttrycket är det engelska ordet för lots, och kom redan i början av 1900-talet att bli den engelska beteckningen på flygförare. När flyget kom till Sverige följde även pilot med som lånord. I svensk militär terminologi är dock den vanliga beteckningen flygförare snarare än pilot. I vardagstal brukar militära piloter betecknas stridspiloter eller stridsflygare för att skilja dem från trafikflygare och andra civila piloter. En rymdfarare som styr en rymdfarkost, till exempel en rymdfärja eller en månlandare, kan även kallas rymdpilot. En pilot som provflyger luftfartyg under utveckling eller större modifiering kallas provflygare eller testpilot.

## Utbildning i Sverige

### Militär utbildning
Alla flygförare i Svenska försvarsmakten är uttagna som officerare med taktisk inriktning (akademisk examen) eller som specialistofficerare. Tidigare fanns kategorin fältflygare för underbefäl anställda på korttidskontrakt. Under andra världskriget när behovet av piloter blev större, upprättade flygvapnet Reservflygskolor, där de som utbildades och krigsplacerades som värnpliktiga flygförare fick utbildningstecknet "Silvervingar". Reservflygskolorna upphörde under kriget. De som numera utbildas till flygförare antas till officersprogrammet vid Försvarshögskolan (FHS). alternativt specialistofficersutbildning vid MHS Halmstad. Utbildningen till stridspilot äger rum vid FHS och vid Flygskolan (FlygS) i Linköping. Utbildningen till helikopterpilot äger rum vid FHS och vid Bundeswehrs Heeresfliegerwaffenschule i Bückeburg, Tyskland.

### Civil utbildning
Den statliga civila svenska pilotutbildningen, Trafikflyghögskolan är förlagd till Ljungbyhed i Skåne, på den tidigare flygflottiljen F 5:s område och tillhör Lunds universitet. Trafikflygarprogrammet omfattar 2,5-3 år.
Det finns ett antal skolor i Sverige som bedriver pilotutbildning, både privat och statsfinansierat.
Man kan även själv bekosta en flygutbildning. Det finns följande certifikat:
- PPL - Private Pilot License
- CPL - Commercial Pilot License
- ATPL - Airline Traffic Pilot License (inkluderar alltid instrumentbehörighet)
- I - Instrumentbehörighet kombinerat med PPL eller CPL, utan instrumentbehörighet gäller restriktioner för väderlek vid flygning.

Därutöver skall man ha ett certifikat för varje typ av flygplan man vill flyga. För flygplan med jetmotorer är detta svårt att ta privat. Ett fyra timmars pass i (modern) simulator med instruktör kostar omkring 15000 kr och för att ta ett certifikat krävs åtskilliga pass. För att kunna bli anställd pilot krävs dessutom vanligen över 1000 registrerade flygtimmar.
Flygkapten blir man huvudsakligen efter flygbolagets behov, men det krävs även ett antal års erfarenhet som flygstyrman eller F/O (First Officer).

### Utbildade piloter med giltigt flygcertifikat
Antalet utfärdade giltiga flygcertifikat i Sverige uppgick 2001 till 3 998 inom trafikflyget och 8 591 inom allmänflyget.
70% av de piloter som 2002 blev trafikflygare har börjat sin flygutbildning i klubbregi. Antalet kvinnliga piloter är ökande men lågt, med cirka 5 procents andel av samtliga piloter.

### Grundläggande krav
De grundläggande kraven på piloter är högt ställda i jämförelse med andra yrkeskategorier, där det handlar om att framföra en farkost av någon typ, både fysiska och mentala förutsättningar för att klara både den grundläggande utbildningen och kunna arbeta inom yrket. Högsta kraven ställs på piloter för stridsflygplan inom försvaret och lägst inom sportflyget.
För behörighet till antagning till försvarsmaktens pilotutbildning krävs:
- svenskt medborgarskap
- högskolebehörighet med områdesbehörighet 5, dvs med samhällskunskap A och matematik B
- fullgjord militär grundutbildning eller aspirantskola
- uppfyllda krav på säkerhetsprövning
- visad lämplighet för officersutbildning
- uppfyllnad av de av Försvarsmakten föreskrivna medicinska fordringarna
- uppfyllnad av de av Försvarsmakten föreskrivna fordringarna för fysisk standard
- godkänt resultat på lämplighetsbedömning
- godkänt resultat från MHS-prov (generellt begåvningstest)

Urvalet bland behöriga sökande sker genom antagningstester som omfattar färdighetsprövningar, stress- och simultantester, psykolog- och professionsintervjuer, fysiska test samt läkarundersökningar och medicinska prövningar.